# ضحايا الحرب العالمية الثانية في بولندا

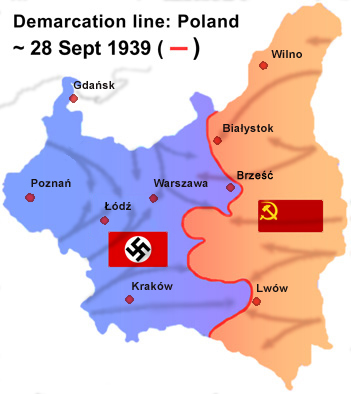

قُتل نحو 6 ملايين مواطن بولندي خلال الحرب العالمية الثانية: نحو خمس عدد السكان قبل الحرب. كان معظمهم ضحايا مدنيين نتيجة جرائم الحرب والجرائم ضد الإنسانية في أثناء احتلال ألمانيا النازية والاتحاد السوفيتي. إحصائيات ضحايا الحرب العالمية الثانية البولندية متباينة ومتناقضة. تقدم هذه المقالة تلخيصًا لهذه التقديرات لخسائر بولندا من الأرواح البشرية في الحرب وأسبابها.
قدر تقرير الحكومة البولندية الرسمي عن أضرار الحرب -الذي أُعِد في عام 1947- عدد قتلى الحرب في بولندا بـ6028000. 3 مليون من البولنديين الإثنيين و3 مليون من اليهوديين، ولا يشمل ذلك ضحايا المواطنين البولنديين من الجماعات الإثنية الأوكرانية والبيلاروسية. اعترض على هذا الرقم -عندما انهار النظام الشيوعي- المؤرخ البولندي تشيسلاف تشوكزاك، الذي قدر الخسائر الإجمالية بنحو 6 مليون. 3 مليون يهودي، و2 مليون من البولنديين الإثنيين، ومليون مواطن بولندي من المجموعات الإثنية الأخرى غير المدرجة في تقرير عام 1947 عن أضرار الحرب. في عام 2009، نشر معهد التذكر الوطني (آي بي إن) التابع للحكومة البولندية دراسة «بولندا 1939-1945. الخسائر البشرية وضحايا القمع في ظل الاحتلالين» التي قدرت قتلى الحرب في بولندا بين 5.6 و 5.8 مليون بولندي ويهودي، بمن فيهم 150000 خلال الاحتلال السوفيتي. تشمل خسائر بولندا حسب المنطقة الجغرافية نحو 3.5 مليون داخل حدود بولندا الحالية، ونحو مليونين في المناطق البولندية التي ضمها الاتحاد السوفيتي. تُدرج المصادر الروسية المعاصرة خسائر بولندا في المناطق البولندية التي ضمها الاتحاد السوفيتي مع قتلى الحرب السوفييت. في بولندا، يُنظر إلى هذا على أنه تضخيم لعدد ضحايا السوفييت على حساب بولندا. يعتقد باحثو اليوم في بولندا المستقلة أن 1.8 إلى 1.9 مليون مدني بولندي (غير يهودي) و3 ملايين يهودي بولندي كانوا ضحايا لسياسات الاحتلال الألماني والحرب. 

## الأسباب
كان معظم المواطنين البولنديين الذين لقوا حتفهم في الحرب ضحايا مدنيين لجرائم حرب وجرائم ضد الإنسانية خلال احتلال ألمانيا النازية والاتحاد السوفيتي. يقدر معهد التذكر الوطني البولندي (آي بي إن) إجمالي الوفيات تحت الاحتلال الألماني بـ5470000 إلى 5670000 يهودي وبولندي، من بينهم 2770000 بولندي، و2.7 إلى 2.9 مليون يهودي بولندي. وفقًا لأبحاث معهد التذكر الوطني فقد كان هنالك أيضًا 150000 ضحية قمع سوفيتي. 

### وفيات الهولوكوست اليهود
قدر عدد ضحايا الهولوكوست بما يقرب من ثلاثة ملايين يهودي بولندي. في عام 2009، قدر معهد التذكر الوطني البولندي (أي بي إن) إجمالي الوفيات اليهودية بـ2.7 إلى 2.9 مليون. يقدر الباحثون البولنديون أن 1860000 يهودي بولندي قتلوا في معسكرات الموت النازية، والبقية ماتوا داخل الغيتوات اليهودية في بولندا التي احتلتها ألمانيا، وعلى متن قطارات الهولوكوست، وفي عمليات إطلاق النار الجماعي. يقدر إجمالي عدد القتلى في معسكرات الإبادة النازية بنحو 2830000، من بينهم 1860000 يهودي بولندي: 490000 قتيل في بيلزك، و60000 في سوبيبور، و800000 في تريبلينكا، و150000 في خيلمنو، و300000 في أوشفيتز، و60000 في مايدانيك. نُقِل 660000 يهودي إضافي من دول أخرى إلى أوشفيتز وقُتِلوا. قُتِل في الهولوكوست أكثر من مليون يهودي من الذين رُحِّلوا من الدول الغربية إلى المعسكرات والغيتوات اليهودية وأقاموا في بولندا المحتلة. توصف معسكرات الموت النازية الموجودة في بولندا أحيانًا بشكل غير صحيح بأنها معسكرات موت بولندية.

### الخسائر البشرية من السكان الإثنيين البولنديين
وفقًا للأرقام التي نشرتها الحكومة البولندية في المنفى عام 1941، كان عدد السكان البولنديين الإثنيين 24388000 في بداية الحرب في سبتمبر 1939. يقدر معهد التذكر الوطني البولندي عدد القتلى من البولنديين الإثنيين تحت الاحتلال الألماني بـ2770000 و150000 بسبب القمع السوفيتي.

## الأسباب الرئيسية لهذه الخسائر هي كما يلي.

### أعمال الحرب
- الحملة العسكرية عام 1939: قُتِل نحو [2]200000 مدني بولندي في الحملة العسكرية لعام 1939. قُتل الكثير في عمليات قصف لوفتفافه الإرهابية، بما في ذلك قصف فرامبول، ويلون، وسوليوف.[18] شُنّت غارات جوية واسعة النطاق على هذه المدن وغيرها من البلدات التي لم يكن لديها بنية تحتية عسكرية. ضُرِب المدنيون من الجو بنيران المدافع الرشاشة في ما أصبح يعرف بحملة القصف الإرهابي. تعرضت صفوف اللاجئين الفارين للهجوم المنهجي من قبل المقاتلة والقاذفة الانقضاضية الألمانيتان. تسبب حصار وارسو (1939) في خسائر فادحة في صفوف المدنيين. منذ الساعات الأولى من الحرب العالمية الثانية، كانت وارسو، عاصمة بولندا، هدفًا لحملة قصف جوي غير مقيد من قبل لوفتفافه الألمانية. بصرف النظر عن المرافق العسكرية مثل ثكنات المشاة ومطار اوكنشه ومصنع الطائرات، استهدف الطيارون الألمان أيضًا المنشآت المدنية مثل شبكات المياه، والمستشفيات، والأسواق، والمدارس.
- انتفاضة وارسو: قُتِل ما بين 150000 و250000 مدني بولندي في انتفاضة وارسو عام 1944، معظمهم بسبب عمليات القتل الجماعي مثل مذبحة وولا.[19]

### القتل في السجون أو المعسكرات وفي عمليات الإعدام الجماعية
خلال الاحتلال، قُتل العديد من البولنديين الإثنيين غير اليهود في عمليات إعدام جماعية، بما في ذلك ما قدر بـ37000 بولندي في مجمع سجن بياويك الذي كان يديره الغيستابو. قدر الباحثون البولنديون في معهد التذكر الوطني عدد الضحايا بنحو 800000 ضحية من أصل بولندي خلال الاحتلال الألماني، ويتضمن ذلك 400000 في السجون، و148000 قتيل بسبب عمليات الإعدام، و240000 حالة وفاة بين أولئك الذين رُحِّلوا إلى معسكرات الاعتقال، من بينهم 70000-75000 في أوشفيتز. في أثناء الاحتلال، حُمِّلَت المجتمعات بشكل جماعي مسؤولية الهجمات البولندية ضد القوات الألمانية ونُفِّذت عمليات الإعدام الجماعي على سبيل الانتقام. نُفِّذت العديد من عمليات الإعدام الجماعي خارج السجون والمعسكرات مثل عمليات القتل الجماعي في بياشنيتزا. أُعدِم المرضى النفسيون في عملية تي4. قُتل مزارعون خلال تهدئة القرى.

### العمل الجبري في ألمانيا
استُهدِف البولنديون الإثنيون غير اليهود في المدن الكبيرة بسياسة الوبانكا (المداهمة) التي استخدمها المحتلون الألمان لجمع المدنيين بشكل عشوائي من الشارع من أجل إرسالهم كعمال قسريين إلى ألمانيا. في وارسو، بين عامي 1942 و1944، كان هناك ما يقرب من 400 ضحية يومية من عمليات الوبانكا. اعتُقِل البولنديون في المناطق الريفية والبلدات الصغيرة للعمل القسري من قبل المحتلين الألمان. وفقًا لبحث أجراه معهد التذكر الوطني بين عامي 1939 و1945 ، نُقِل 1897000 مواطن بولندي إلى ألمانيا ليكونوا عمالًا قسريين في ظروف غير إنسانية، ما أسفر عن العديد من الوفيات. على الرغم من ذلك، قدر تشيسلاف تشوكزاك عدد البولنديين الذين رُحِّلوا إلى ألمانيا بـ2826500 بولندي. على الرغم من أن ألمانيا استخدمت أيضًا عمال السخرة من جميع أنحاء أوروبا، فقد تعرض السلاف (وخاصة البولنديين والروس)، الذين نُظِر إليهم على أنهم أدنى عرقيًا، لإجراءات تمييزية مكثفة. أُجبِروا على ارتداء علامات أرجوانية مخيطة بأحرف «بي» على ملابسهم، وفُرِض عليهم حظر تجول، وحظروا من استعمال وسائل النقل العام. في حين أن معاملة عمال المصانع أو المزارع غالبًا ما اختلفت اعتمادًا على أصحاب العمل بشكل فردي، فقد اضطر معظم العمال البولنديين إلى العمل ساعات أطول مقابل أجور أقل من أجور الأوروبيين الغربيين. في العديد من المدن، أُجبِروا على العيش في ثكنات منفصلة خلف أسلاك شائكة. كانت العلاقات الاجتماعية مع الألمان خارج العمل محظورة، واعتبرت العلاقات الجنسية («التدنيس العرقي») جريمة كبرى يُعاقب عليها بالإعدام.

### اختطاف الأطفال من قبل ألمانيا النازية
كان جزء من مخطط جنرالبلان أوست ينطوي على أخذ الأطفال من بولندا ونقلهم إلى ألمانيا النازية بغرض الألمنة، أو التلقين بهدف أن يصبحوا ألمانًا ثقافيًا. كان الهدف من المشروع هو «ألمنة» الأطفال وإكسابهم سمات الجنس الآري المزعوم الذي اعتبره المسؤولون النازيون منحدرًا من المستوطنين الألمان في بولندا. استشهد معهد التذكر الوطني بمصدر نُشر في جمهورية بولندا الشعبية في عام 1960، قدّر عدد الأطفال الذين اختُطِفوا في بولندا بـ200000 طفل، وأُعيد منهم في نهاية المطاف 30000 فقط إلى بولندا، في حين ظل الآخرون في ألمانيا ما بعد الحرب. 